# Samira Efendi
Samirə Azər qızı Əfəndiyeva, conosciuta come Samira Efendi o semplicemente Efendi (Baku, 17 aprile 1991), è una cantante azera.
Avrebbe dovuto rappresentare l'Azerbaigian all'Eurovision Song Contest 2020 con il brano Cleopatra, ma in seguito all'annullamento dell'evento a causa della pandemia di COVID-19, è stata riconfermata come rappresentante nazionale per l'edizione del 2021, dove ha cantato Mata Hari.

## Biografia
Nata nella capitale azera in una famiglia di militari, Samira Efendi si è avvicinata alla musica sin da bambina, cantando come solista nella Filarmonica dei bambini di Baku all'età di 3 anni. Ha frequentato una scuola di musica, e si è diplomata in pianoforte. Nel 2006 ha iniziato a studiare al Conservatorio Asəf Zeynallı, la principale scuola musicale di Baku.
La cantante ha iniziato a partecipare a concorsi canori nel 2009. In particolare, fra il 2015 e il 2016 ha partecipato all'edizione inaugurale del talent show Səs Azərbaycan, la versione locale di The Voice, dove è arrivata in finale.
Samira Efendi ha tentato di rappresentare il suo paese all'Eurovision Song Contest in cinque occasioni. Ci è riuscita nell'edizione del 2020, anno in cui l'emittente televisiva nazionale İctimai TV l'ha selezionata internamente fra cinque candidati come rappresentante azera per il contest che si sarebbe tenuto a Rotterdam, nei Paesi Bassi. Il suo brano, Cleopatra, è stato presentato il 10 marzo 2020. Nonostante l'annullamento dell'evento due mesi prima a causa della pandemia di COVID-19, la cantante è stata riconfermata come rappresentante azera per il 2021. Il suo nuovo brano eurovisivo, Mata Hari, è stato presentato il 15 marzo 2021. Nel maggio successivo, dopo essersi qualificata dalla prima semifinale, Samira Efendi si è esibita nella finale eurovisiva come Efendi, dove si è piazzata al 20º posto su 26 partecipanti con 65 punti totalizzati.
Il 15 maggio 2025 si è esibita, insieme a Gjon's Tears, i The Roop e Destiny Chukunyere, all'Eurovision Song Contest 2025, per cantante il brano che avrebbe dovuto partecipare al contest nel 2020, Cleopatra.

## Discografia

### EP
- 2018 – Toca me

### Singoli
- 2018 – Fal'šivaja ljubov'
- 2019 – Yarımın yarı
- 2019 – Sen gelende
- 2019 – Yol ayrıcı
- 2020 – Cleopatra
- 2020 – Kinoplënka
- 2021 – Mata Hari